# 比洛希爾卡
47°12′0″N 33°8′19″E / 47.20000°N 33.13861°E
比洛希爾卡（烏克蘭語：Білогірка）是位於烏克蘭南部的村莊，由赫爾松州貝里斯拉夫區的大亞歷山德里夫卡市鎮負責管轄。該村始建於1795年，面積0.23平方公里，海拔高度43米，2001年人口135，人口密度每平方公里594.7人。